# بار متسفا

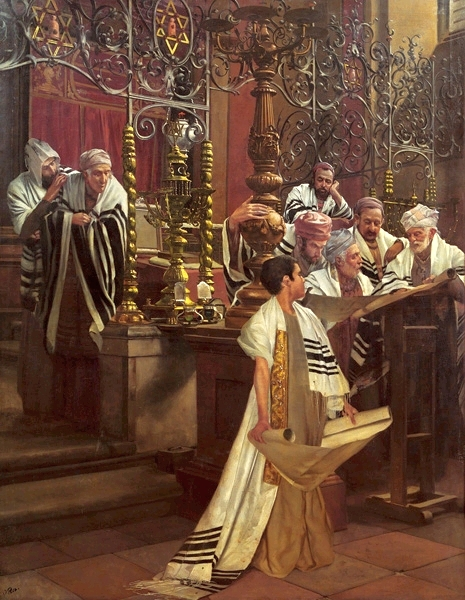
تقديم بار متسفا في كنيس

بار متسفا أو ابن الوصية وابنة الوصية أو سن الرشد الديني اليهودي (بالعبرية: בר מצוה) هو حفل يهودي ديني يقام عند بلوغ الشاب اليهودي 13 من عمره، أي عندما يـُعتبر مكلفا بأداء جميع الفرائض المفروضة عليه حسب الشريعة اليهودية (الهالاخاه). هذا الحفل يتم الالتزام به في جميع الطوائف اليهودية وهو شائع حتى لدى اليهود العلمانيين.
في أغلبية الطوائف اليهودية الأرثودوكسية هناك حفل مقابل للشابات يقام عند بلوغ الشابة 12 من عمرها ويسمى بات متسفا. حفل الشابات هو أكثر تواضعا مقارنة بحفل الشبان ولا يحتوي على جميع المراسم. لدى اليهود الإصلاحيين (خاصة في الولايات المتحدة) حفل الشابات مطابق لحفل الشبان.
تبدأ الاستعدادات لمراسم البار متسفا قبل عيد الميلاد الـ13 ببضعة أشهر، حيث يبدأ تعليم الشاب تلاوة التوراة المرتلة وأداء المراسم اليهودية المتكررة يوميا مثل استعمال التفيلين (تميمة الصلاة) والطاليت (شال الصلاة). في بعض المجتمعات اليهودية العلمانية (خاصة في الكيبوتسات) يـُفرض على مجموعة الشبان والشابات الذين يبلغون 12-13 من عمرهم سلسلة من الواجبات الاجتماعية والخيرية التي تنتهي بحفلة يشارك فيها جميع أفراد المجتمع.
حفل البار متسفا التقليدية يحتوي على المراسم التالية:
- في أحد أيام الأسبوع بعد عيد الميلاد الـ13 يصل الشاب إلى الكنيس مع أبيه ويؤدي طقس وضع التفيلين لأول مرة، بعد ذلك يشترك الشاب وأبوه في الصلاة الصباحية والأب يبارك الرب لإعفائه من مسؤولية خطايا ابنه.
- في يوم السبت الواقع في نفس الأسبوع يصل الشاب مع جميع أفراد عائلته إلى الكنيس ويشترك في صلاة احتفالية حيث يكرمه المصلون بتلاوة التوراة، بعد التلاوة يلقي كبار الحاخامين في الكنيس، أو الحاخام الذي علم الشاب التلاوة، خطبة خاصة تكريما للشاب وعائلته.
- بعد الخطبة تدعو عائلة الشاب جميع المصلين إلى وجبة تقدم فيها الحلويات والخمر.